# تين إجاصي الأوراق
تين إجاصي الأوراق (الاسم العلمي:Ficus pyrifolia) هو نوع غير مؤكد من النباتات يتبع جنس التين من الفصيلة التوتية.